# Draft de l'NBA del 1982
El Draft de l'NBA de 1982 es va celebrar el dia 29 de juny al Madison Square Garden de Nova York.

## Primera ronda
|  | = All-Star     |
|  | = Hall of Fame |

| Posició | Jugador           | Nacionalitat | Equip de l'NBA         | Origen (Universitat/club) |
| ------- | ----------------- | ------------ | ---------------------- | ------------------------- |
| 1       | James Worthy      | Estats Units | Los Angeles Lakers     | North Carolina            |
| 2       | Terry Cummings    | Estats Units | San Diego Clippers     | DePaul                    |
| 3       | Dominique Wilkins | Estats Units | Utah Jazz              | Georgia                   |
| 4       | Bill Garnett      | Estats Units | Dallas Mavericks       | Wyoming                   |
| 5       | LaSalle Thompson  | Estats Units | Kansas City Kings      | Texas                     |
| 6       | Trent Tucker      | Estats Units | New York Knicks        | Minnesota                 |
| 7       | Quintin Dailey    | Estats Units | Chicago Bulls          | San Francisco             |
| 8       | Clark Kellogg     | Estats Units | Indiana Pacers         | Ohio State                |
| 9       | Cliff Levingston  | Estats Units | Detroit Pistons        | Wichita State             |
| 10      | Keith Edmonson    | Estats Units | Atlanta Hawks          | Purdue                    |
| 11      | Lafayette Lever   | Estats Units | Portland Trail Blazers | Arizona State             |
| 12      | John Bagley       | Estats Units | Cleveland Cavaliers    | Boston College            |
| 13      | Eric Floyd        | Estats Units | New Jersey Nets        | Georgetown                |
| 14      | Lester Conner     | Estats Units | Golden State Warriors  | Oregon State              |
| 15      | David Thirdkill   | Estats Units | Phoenix Suns           | Bradley                   |
| 16      | Terry Teagle      | Estats Units | Houston Rockets        | Baylor                    |
| 17      | Brook Steppe      | Estats Units | Kansas City Kings      | Georgia Tech              |
| 18      | Ricky Pierce      | Estats Units | Detroit Pistons        | Rice                      |
| 19      | Rob Williams      | Estats Units | Denver Nuggets         | Houston                   |
| 20      | Paul Pressey      | Estats Units | Milwaukee Bucks        | Tulsa                     |
| 21      | Eddie Phillips    | Estats Units | Nova Jersey            | Alabama                   |
| 22      | Mark McNamara     | Estats Units | Philadelphia 76ers     | California                |
| 23      | Darren Tillis     | Estats Units | Boston Celtics         | Cleveland State           |

## Jugadors destacats no escollits en 1a ronda
| Posicó | Jugador      | Nacionalitat | Equip de l'NBA        | Origen (Universitat/club) |
| ------ | ------------ | ------------ | --------------------- | ------------------------- |
| 31     | Rod Higgins  | Estats Units | Chicago Bulls         | Fresno State              |
| 35     | Derek Smith  | Estats Units | Golden State Warriors | Louisville                |
| 48     | Craig Hodges | Estats Units | San Diego Clippers    | Long Beach State          |
| 63     | Chuck Nevitt | Estats Units | Houston Rockets       | North Carolina State      |
| 72     | Mark Eaton   | Estats Units | Utah Jazz             | UCLA                      |